# Joshua (cantante)
Joshua Bale (Rímini, 14 de agosto de 1995), conocido simplemente como Joshua, es un cantante italiano.

## Biografía
Joshua nació en Rímini de madre italiana y padre congoleño.  Durante su adolescencia se apasionó por la percusión y la música soul, hip hop y R&B. En 2014 se trasladó a Milán.
En 2021 colaboró con el productor Sedd, con quien lanzó sus primeros sencillos MQ2, Coke Freestyle, Diventare grande y Black.
En 2024 conoció a Shablo, con quien colaboró en los sencillos Cold y Hope; en este último también aparece el rapero Izi.
En 2025 debutó en el Festival de San Remo con La mia parola junto a Shablo, Guè y Tormento.

## Discografía

### Sencillos
- 2021 – MQ2
- 2022 – Coke Freestyle
- 2022 – Diventare grande
- 2022 – Royal Rumble (feat. Killa)
- 2023 – Calibro (feat. Pitta)
- 2023 – U
- 2023 – Black
- 2024 – Cold (feat. Shablo)
- 2024 – Hope (Shablo feat. Izi e Joshua)
- 2025 – La mia parola (Shablo feat. Guè, Joshua y Tormento)